# Київська вулиця (Жмеринка)
Київська вулиця — одна з вулицьЖмеринки. Є однією з найбільших вулиць міста. Простягається від вулиці Бориса Олійника до Районної лікарні. Назва на честь столиці України.

## Будівлі
- 1 — Міський РАГС
- 1а — відділ освіти Жмеринського міськвиконкому, редакція «Обрію»
- 2 — «Укрпромбанк»
- 3 — Школа № 4
- 4 — Музична школа
- 9 — Жмеринське будівельно-монтажне експлуатаційне управління № 3 ПЗЗ
- 11 — відділення дороги
- 13 — Залізничне вище професійне училище
- 17 — Жмеринська регіональна філія «Експрес-Банку»
- 19 — служба ветеринарно-санітарного контролю
- 35 — Вагонне депо Жмеринки
- 42 — пожежна частина № 48
- 146 — Судово-медична експертиза
- 288 — рада профспілки медичних працівників, Районна лікарня

## Джерело посилання
- Телефонний довідник 2009 по м. Жмеринка та Жмеринського району — 2008 р.